# بنية جزيئية منحنية

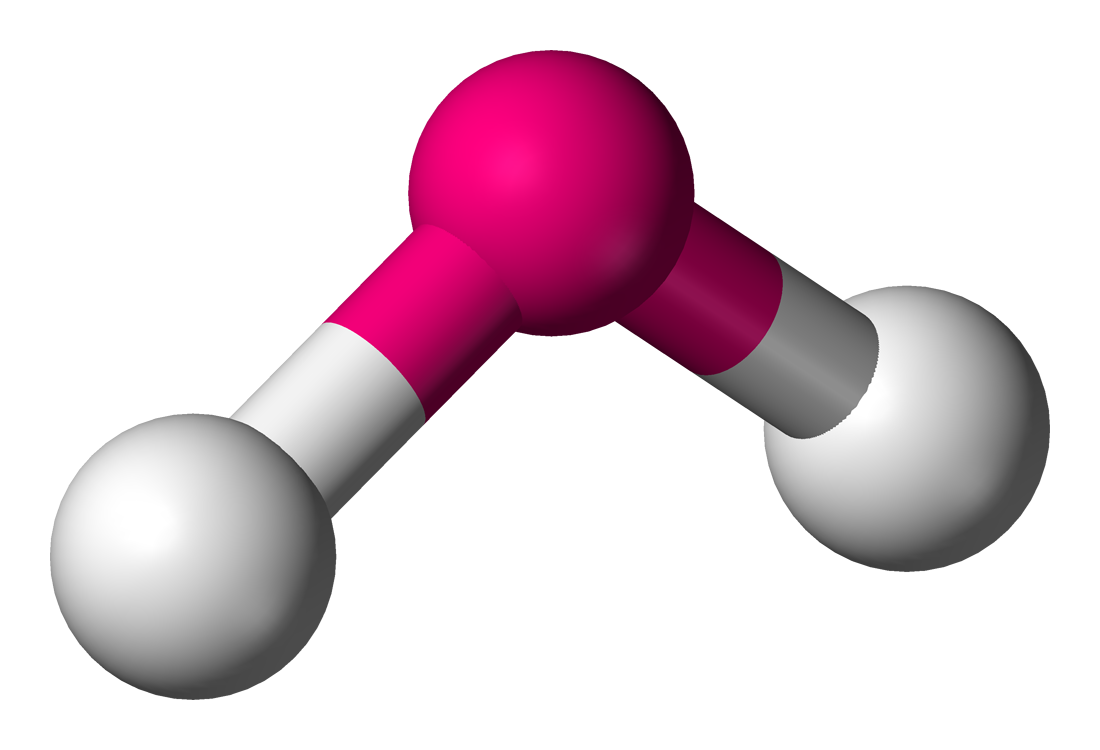
تمثيل للبنية الجزيئية

البنية الجزيئية المنحنية في الكيمياء هو ترتيب للذرات داخل بنية الجزيء تصطف فيه الذرات بشكل منحنٍ، وغالباً ما يكون العدد الكلي هو 3 ذرات. ويطلق على هذه البنية أيضاً اسم البنية الزاويّة، وتكون فيها الروابط التساهمية على شكل حرف V، ولكن الزاوية فيه منفرجة.
من أشهر الأمثلة على هذه البنية هو جزي الماء H2O، والذي يكون مقدار زاوية الرابطة فيه 104.45°.
من الأمثلة الأخرى المشهورة التي تتبنى فيها الجزيئات هذه البنية كل من ثنائي أكسيد النيتروجين NO2 وثنائي كلوريد الكبريت SCl2 والكربين CH2.